# コムタウン

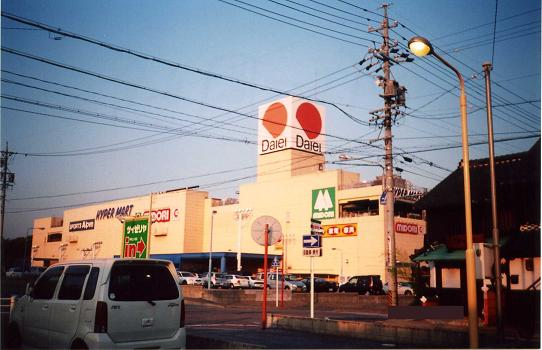
ディー・ハイパーマート岡崎店時代の外観（2002年）

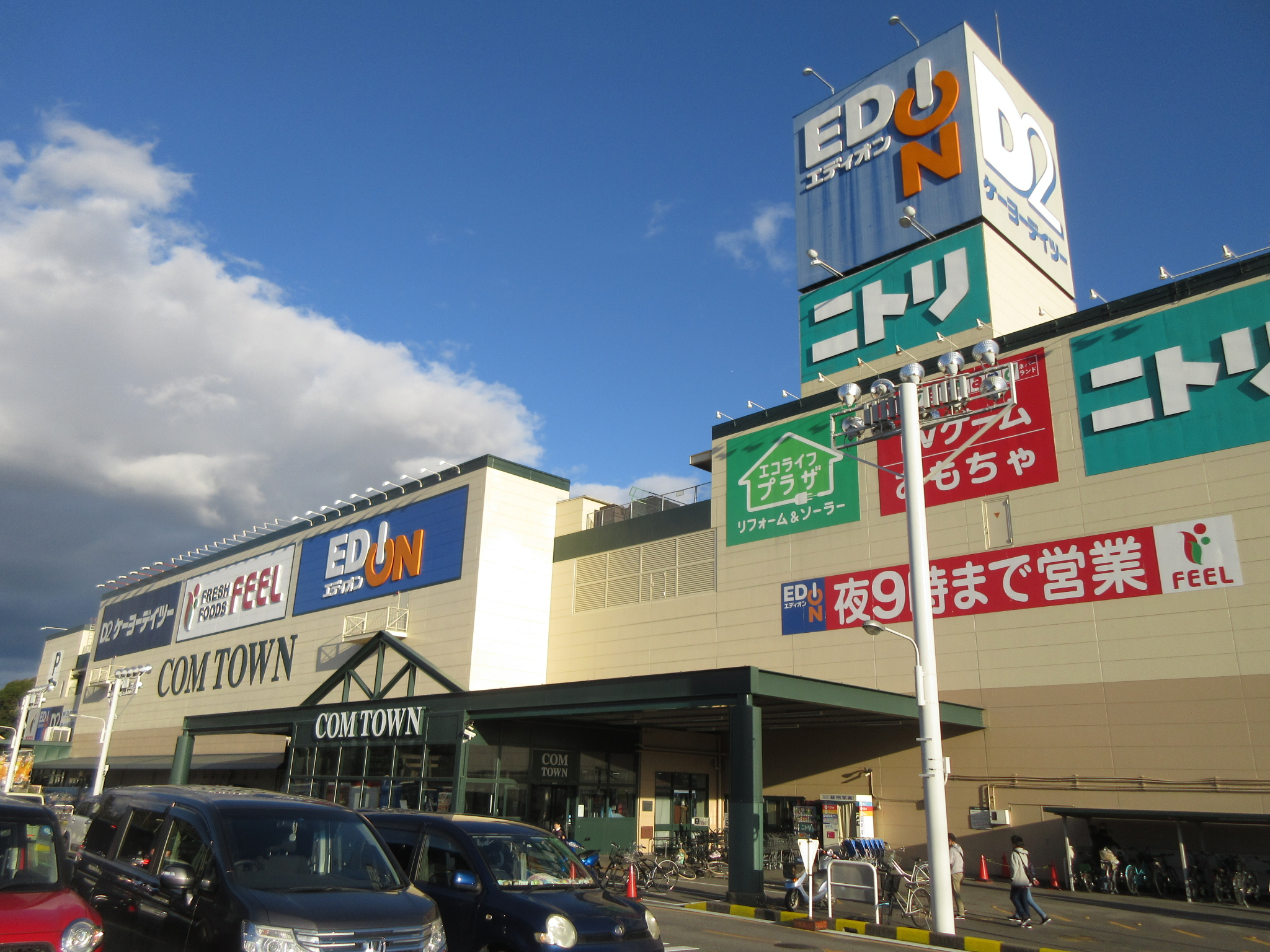
コムタウン（2018年12月）

コムタウン（COM TOWN）とは、愛知県岡崎市上六名町にある大型商業施設。

## 概要
家電量販店のエディオン岡崎本店、家具インテリア店のニトリ岡崎コムタウン店、食品スーパーのフィールコムタウン、ホームセンターのDCM岡崎上六名店を核店舗とし、国道248号沿いの乙川のほとりに位置する郊外型商業施設。地上3階建てで、3階と屋上は駐車場になっている。
1994年（平成6年）にダイエーの運営する「ダイエー岡崎店」（ハイパーマート岡崎店）として開業したが、イオン岡崎ショッピングセンター（現在のイオンモール岡崎）の開業やダイエーの経営悪化などから2002年（平成14年）に閉店している。

## 沿革
1980年代後半頃、三龍社の本社敷地の一部にダイエーが出店を計画した。当時の仮称は「岡崎リバーサイドアベニュー」。1994年（平成6年）5月31日、ダイエーの店舗としては東海三県最大の店舗面積を誇る「ダイエー岡崎店」（愛称はハイパーマート岡崎店）として開業した。当時は、集中陳列やベルトコンベアの集中レジによるセルフサービスを中心とした低コスト実験店としての意味合いを持ち、低価格を売りにしていた。1997年（平成9年）6月28日には改装オープンし、商品数を6万点から12万点へと大幅に増やした。
1999年（平成11年）、ダイエーは全国の「ハイパーマート」の合理化を実施し、岡崎店は郊外型ディスカウントストアからGMSに業態を転換することとなった。競合店だったジャスコ岡崎南店がイオン岡崎ショッピングセンター（現在のイオンモール岡崎）として拡大開業した2000年（平成12年）の秋には、運営をディー・ハイパーマートへ移管し、「ディー・ハイパーマート岡崎店」となり、2階での営業を取りやめ、スポーツ用品店のアルペンと家電量販店のミドリ電化をテナントとして誘致した。しかし、ダイエーの経営悪化から2002年（平成14年）2月27日に発表された「新3ヵ年計画」の閉鎖店舗にリスト入りし、同年8月31日に閉店した。アルペンも同年8月25日に閉店し、ミドリ電化が売場を拡張し2階のみでの営業が続いた。
2003年（平成15年）、食品スーパーのフィールコーポレーションが1階テナントとして入居することが決定し、3月17日に開店、商業施設の愛称も「コムタウン」となった。3月19日にはケーヨーデイツー（当時）が開店した。ミドリ電化は2005年（平成17年）のエディオン傘下入りにより、東海地区の店舗をエイデンへ譲渡。岡崎店も2006年（平成18年）11月10日に店舗名を「エイデン岡崎本店」へと改めた。エイデンは同市戸崎町（岡崎郵便局横、現在のMEGAドン・キホーテ 岡崎店の位置）の岡崎店を閉店していたため、実質移転拡大する形となった。2010年（平成22年）10月29日には、家具インテリア店のニトリが戸崎町の西友岡崎店から移転し、売り場面積を1.6倍に拡張して「ニトリ岡崎コムタウン店」として開店した。

## 店舗
下記はコムタウン内に設置。
- エディオン 岡崎本店
- ニトリ 岡崎コムタウン店
- DCM 岡崎上六名店[1]
- フィールコムタウン
- ニューステップ 岡崎コムタウン店
- メルモード（婦人服）
- 一心堂印房 コムタウン店
- 穂波大喰堂 コムタウン岡崎店
- ディッパーダン 岡崎店
- スガキヤ 岡崎コムタウン店
- らんらんランド コムタウン岡崎店
- 洋服修理ショップ
- シャンテ 岡崎コムタウン店
- 保険テラス 岡崎コムタウン店
- meet. コムタウン岡崎店
- ホームドライ フィールコムタウン店

下記は店舗駐車場に設置。
- スギ薬局 岡崎コムタウン店
- 魚魚丸 岡崎中央店
- とと丸水産
- コメダ珈琲店 岡崎上六名店
- GOTTO FLOW
- ジーユー岡崎コムタウン店